# Ünglert

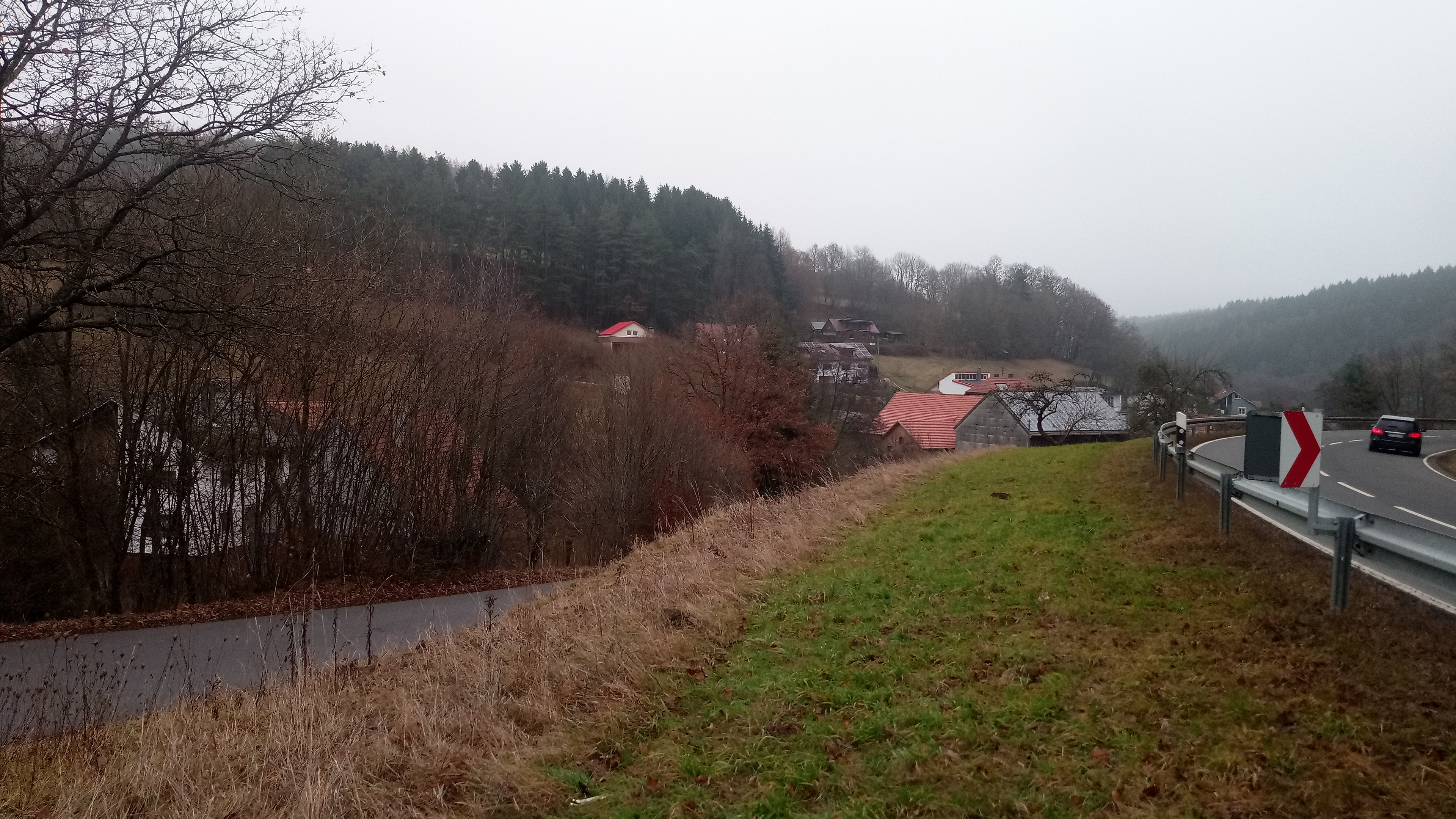
Ünglert (2021)

Der Weiler Ünglert ist ein Ortsteil von Mudau im Odenwald mit rund 75 Einwohnern.

## Geographie
Ünglert liegt im nördlichen Baden-Württemberg im „Mudauer Odenwald“, nahe der Landesgrenze zu Bayern, etwa 3 km nördlich von Mudau und etwa 1,5 km östlich von Donebach am Zusammenfluss von Mudbach und Donebach. Amorbach (in Bayern) liegt etwa 11 km nördlich.

## Ort
Ünglert wurde erstmals um 1400 als „Ungler“ erwähnt. Es ist ein alter Mühlenstandort mit ehemals fünf, später sogar sieben Mühlen. Die Mühlenansiedlung am Mudbach im Ünglertsgrund ging vom Kloster Amorbach aus. Heute steht nur noch eine dieser Mühlen, die Riesenmühle. Ünglert hat lediglich vier Straßen (Am Wasserrad, Am Mühlbach, Im Mühlengrund, Ünglertstraße).

## Weiteres
1956 wurde im Ünglert der Kinofilm Tausend Melodien von Hans Deppe mit Martin Benrath in der Hauptrolle gedreht.
Am stillgelegten Steinbruch in Ünglert fand man im Jahre 2006 Dinosaurierspuren. Jedoch waren die meisten Fundstücke schon schwer beschädigt. Ob diese angeblichen „Chirotherien“ auch wirklich zur Gattung Chirotherium gehören, ist nicht bekannt.
Wie auch in der Umgebung Ünglerts wird in der kleinen Gemeinde selbst ein Dialekt mit Eigenheiten gesprochen. So wird zum Beispiel ein „o“ zu einem „ö“. Das Gleiche gilt für „u“ und „ü“, allerdings nicht entsprechend für den Vokal „a“. Es gibt keine Hinweise darauf, dass aus diesem Grund aus „Ungler“ der Name „Ünglert“ wurde. Vereinzelt werden auch Konsonanten verändert oder ersetzt (z. B. aus „Schmunzeln“ wird „Schpunzeln“). Ansonsten ähnelt der Dialekt dem in der Umgebung vorherrschenden.
Im Ort gibt es ein Gemeindezentrum, das für Feierlichkeiten genutzt kann. Jedes Jahr finden am Gemeindezentrum der Ostermarkt und der Weihnachtsmarkt von Ünglert statt. Außerdem findet jedes Jahr der Mühlentag statt.
Seit 2017 ist Ünglert offiziell Bioenergiedorf.